# Casemate Pamart

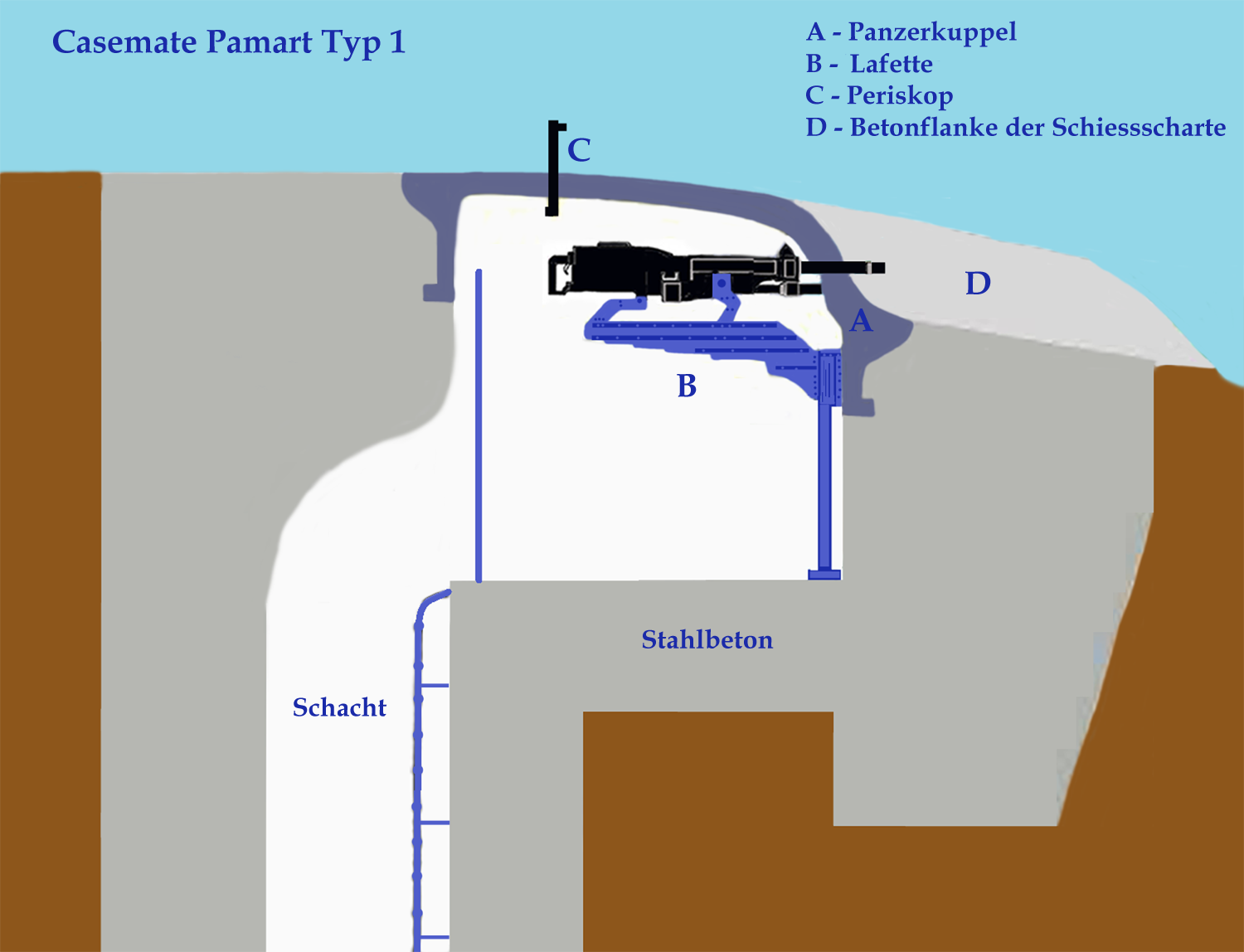
Casemate Pamart (eine Ausschussöffnung)

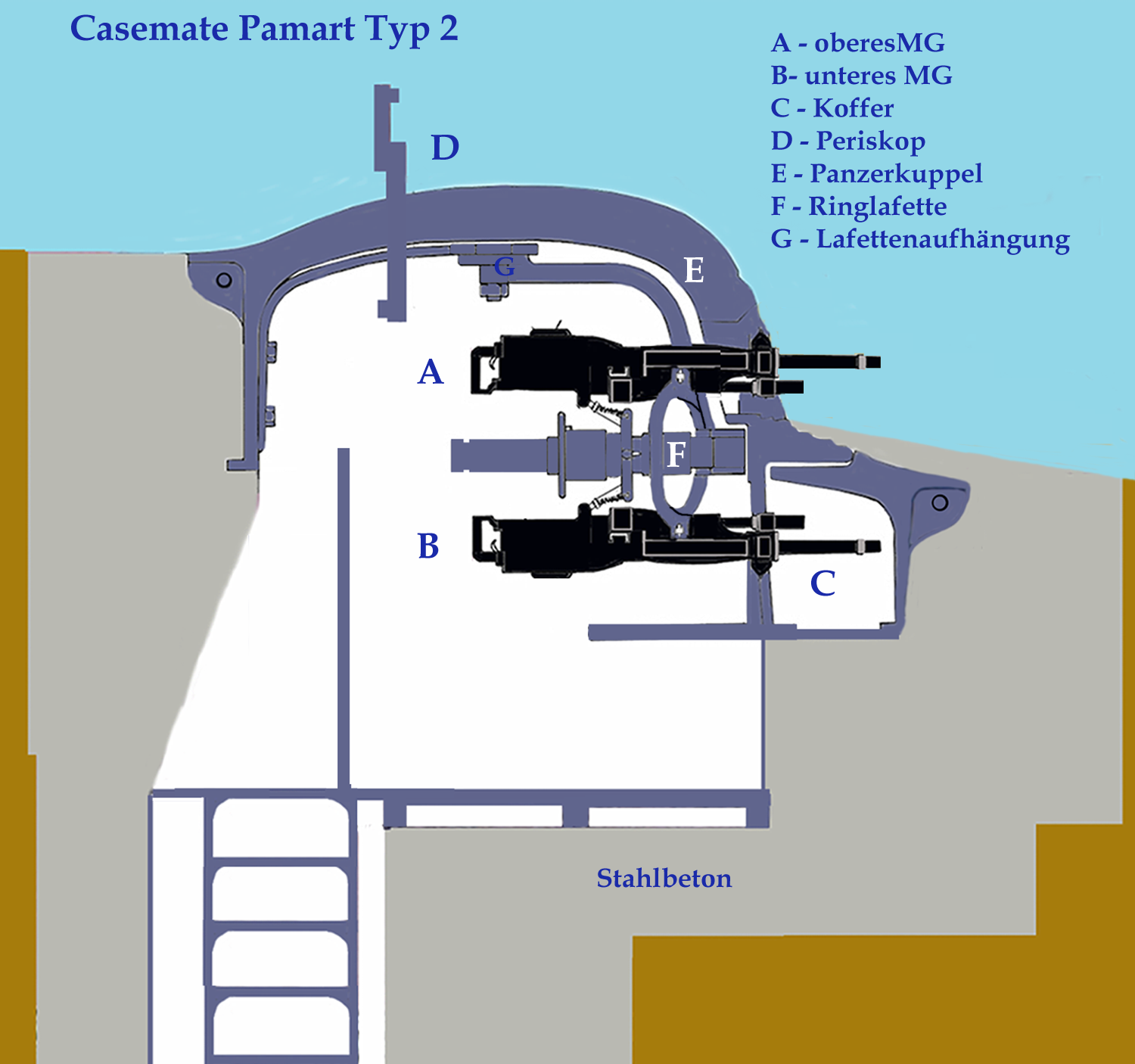
Casemate Pamart (zwei Ausschussöffnungen)

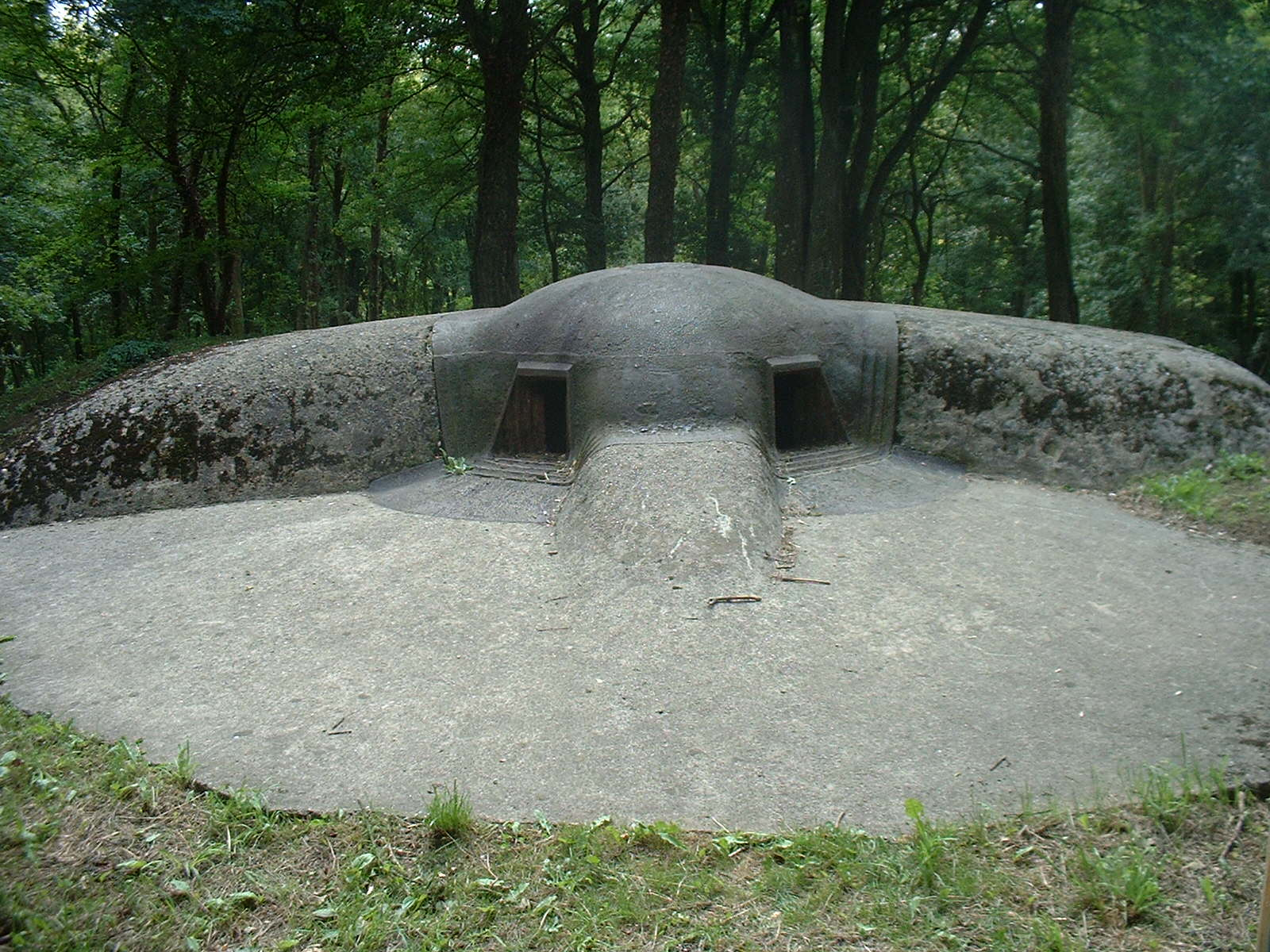
Die gut erhaltene CP des Fort de Souville

Die Casemate Pamart (auch Cloche Pamart – Pamart-Glocke) war während des Ersten Weltkrieges ein gepanzerter Maschinengewehrstand in den Festungsanlagen der Barrière de fer.

## Beschreibung
Nach dem Beginn der Schlacht um Verdun spielten die vorhandenen Befestigungen eine große Rolle, auch wenn man sie am 5. August 1915 zunächst als unbrauchbar angesehen und desarmiert hatte. Im April 1916 begann man mit den sogenannten „Travaux de 17“ (etwa: Arbeiten „17“). Damit sollten die Forts und sonstigen Anlagen verstärkt werden, da man hatte erkennen müssen, dass sogar die mit Beton verstärkten Befestigungen (Fort de Douaumont) nicht in der Lage waren, den überschweren Kalibern zu widerstehen. Betroffen davon waren die vier Festen Plätze im Osten, Épinal, Toul, Belfort und Verdun. Zunächst waren nur die Forts in Verdun und auf dem Riegel der Maashöhen (Rideau défensif des Hautes de Meuse) betroffen. Diese Arbeiten bestanden in der Hauptsache im Bau von tiefen, verzweigten Galerien unter den Forts, die bis in das Vorfeld reichten und auch dort Ausgänge hatten, sowie im Anlegen von gemauerten oder Sandsackbarrieren in den Gängen, dem teilweisen Zumauern der Haupteingänge, dem Verstärken der Decken und Wände aus Mauerwerk mit einer Betonschicht und eben dem Bau der Kampfstände Casemates Pamart.
Zur Verbesserung der Verteidigungsfähigkeit entwarf der Capitaine Pamart ab September 1916 einen Kampfstand, der aus einer Panzerkuppel mit einem Geschützbrunnen aus armiertem Beton bestand und mit einem oder zwei Maschinengewehren Hotchkiss M1900 oder M1907 bewaffnet war. Sie sollten zur Flankierung der Festungswerke dienen, wurden an strategisch wichtigen Punkten im Vorfeld installiert und waren über unterirdische Galerien mit dem Kernwerk verbunden. Im Prinzip hatten sie die gleichen Aufgaben wie die gepanzerten, dreh- und versenkbaren Maschinengewehrtürme Tourelle de mitrailleuses modèle 1899, waren jedoch stärker gepanzert und durch die Bauart widerstandsfähiger. Diese nur geringfügig aus der Oberfläche herausragenden und nur schwer zu erkennenden Kampfstände bargen für die Angreifer eine unangenehme Überraschung.
Die kleinen Panzerstände konnten schnell installiert werden, ohne dass die dazu notwendigen Arbeiten dem Gegner besonders auffielen, womit auch eine massive Störung durch gegnerische Artillerie unterblieb.
Die Casemate de Pamart gab es mit einer oder zwei Ausschussöffnungen. Die Lüftung erfolgte durch einen von Hand zu betreibenden Ventilator, der verbrauchte Luft mit der aus den unterirdischen Gängen austauschte. Ein ebenfalls handbetriebener Aufzug diente zum Transport von Material und Munition durch den Schacht des Geschützbrunnens. Der Zugang erfolgte durch unterirdische Gänge, die sich in der Regel etwa 10 Meter unter der Erdoberfläche befanden. Einige der Stände hatten auch einen Notausgang, für den Fall, dass der Gang eingedrückt wurde. Die Kuppel sollte einem direkten Einschlag bis zum Kaliber 220 mm widerstehen.
- Typ 1 – un créneau (mit einer Ausschussöffnung)

Die sehr flache Kuppeldecke war ringsum von einem Betonkragen eingefasst, der vor der Ausschussöffnung eine V-förmige Scharte hatte, die den Seitenrichtbereich auf 70° begrenzte. Die Stahlkuppel war an der Front 110 mm und an der Rückseite 60 mm dick. Sie wog 2,5 t. Das Maschinengewehr war auf einer Pivotlafette mit einem vorn gelagerten Pivotbolzen montiert. Von diesem Modell wurden insgesamt wegen des als unzureichend angesehenen Seitenschussbereichs keine größeren Stückzahlen gefertigt. Zur Zielbeobachtung diente ein Periskop in der Kuppel.
- Typ 2 – deux créneaux (mit zwei Ausschussöffnungen)

Dieser Typ hatte zwei Ausschussöffnungen und wog 3,7 t. Vor jede dieser Öffnungen war ein zylinderförmiger sogenannter Koffer mit einem Gewicht von je 792 kg Gewicht angebracht, dessen Deckel gleichzeitig als Vorpanzer diente. Die Öffnungen verfügten über eine gepanzerte Verschlussklappe. Da sie in einem Winkel von 90° zueinander angeordnet waren, ergab sich ein Seitenrichtbereich von 165°. Die Kuppel war mit zwei Maschinengewehren ausgestattet, die in eine ringförmige Vorrichtung eingehängt waren, wodurch sich zwangsläufig immer nur ein Gewehr für entweder die linke oder die rechte Luke in Schussposition befand. Das andere war dadurch nach unten in den vorgebauten Koffer gedreht. Da durch dieses System immer nur eine Schussrichtung zur Verfügung stand, mussten die beiden Gewehre bei Bedarf getauscht werden, wofür nur ein kurzer Zeitraum notwendig war. Die Kuppel war höher als die vom Typ 1 und hatte auch nicht deren flache Form. Die unterirdischen Gänge waren teilweise ins Freie verlängert worden, wodurch externe Ausgänge entstanden. Zur Zielbeobachtung diente ein Periskop in der Kuppel.
Im Fort de Landrecourt und im Fort de Dogny waren die Kuppeln nochmals mit einer darübergelegten Betonschicht verstärkt worden.

## Ausstattung der Forts
Hergestellt wurde acht Exemplare vom Typ 1 (die alle eingebaut wurden) und 39 Exemplare vom Typ 2, von denen 27 bis zum Ende des Krieges in den Forts des Festen Platzes Verdun und den Forts auf den Maashöhen installiert wurden.

### Fester Platz Verdun
| Standort              | Anzahl | Typ | Verbleib                                                                        |
| --------------------- | ------ | --- | ------------------------------------------------------------------------------- |
| Fort de Génicourt     | 6      | 1   | noch vorhanden (mit zwei Lafetten)                                              |
| Fort de Dugny         | 1      | 1   | noch vorhanden (mit betonierter Verstärkung des externen Ausgangs)              |
| Fort de Landrecourt   | 1      | 1   | noch vorhanden                                                                  |
| Fort de Génicourt     | 2      | 2   | noch vorhanden                                                                  |
| Fort de Dugny         | 1      | 2   | noch vorhanden (mit betonierter Verstärkung des externen Ausgangs)              |
| Fort de la Chaume     | 2      | 2   | noch vorhanden                                                                  |
| Fort de Choisel       | 2      | 2   | noch vorhanden (mit Mündungsklappen)                                            |
| Fort des Sartelles    | 2      | 2   | noch vorhanden                                                                  |
| Fort de Vacherauville | 2      | 2   | im Zweiten Weltkrieg verschrottet                                               |
| Fort de Bois Borrus   | 1      | 2   | noch vorhanden                                                                  |
| Poste de Belle Épine  | 1      | 2   | noch vorhanden                                                                  |
| Fort de Tavannes      | 2      | 2   | noch vorhanden                                                                  |
| Fort de Souville      | 3      | 2   | noch vorhanden (mit betonierter Verstärkung des externen Ausgangs und Lafetten) |
| Ouvrage de Chana      | 2      | 2   | noch vorhanden                                                                  |
| Fort du Saint-Michel  | 1      | 2   | noch vorhanden (mit betonierter Verstärkung des externen Ausgangs)              |
| Fort de Marre         | 1      | 2   | noch vorhanden                                                                  |

### Forts auf den Maashöhen
| Standort                 | Anzahl | Typ | Verbleib       |
| ------------------------ | ------ | --- | -------------- |
| Fort de Troyon           | 2      | 2   | noch vorhanden |
| Batterie de Saint-Agnant | 2      | 2   | noch vorhanden |

Die verbliebenen 12 Kuppeln vom Typ 2 wurden in den 1930er Jahren in der Maginot-Linie verwendet.